# Puchar Świata Siłaczy 2006: Moskwa
Puchar Świata Siłaczy 2006: Moskwa – piąte w 2006 r. zawody
siłaczy z cyklu Puchar Świata Siłaczy.
Data: 29 lipca 2006 r.

Miejsce: Moskwa  Rosja
Konkurencje:
WYNIKI ZAWODÓW:
| Miejsce | Zawodnik              | Kraj              | Punkty           |
| ------- | --------------------- | ----------------- | ---------------- |
| 1.      | Mariusz Pudzianowski  | Polska            | 61               |
| 2.      | Janne Virtanen        | Finlandia         | 57               |
| 3.      | Elbrus Nigmatullin    | Rosja             | 47               |
| 4.      | Mohammad Reza Gharaei | Iran              | 39               |
| 5.      | Rolands Gulbis        | Łotwa             | 37               |
| 5.      | Tarmo Mitt            | Estonia           | 37               |
| 7.      | Antanas Abrutis       | Litwa             | 33               |
| 8.      | Jewgienij Stametow    | Rosja             | 22               |
| 9.      | Senny Schonewille     | Holandia          | 12               |
| 10.     | Siarhiej Riumin       | Białoruś          | 11               |
| 11.     | Wasilij Agafonow      | Rosja             | 10               |
| 12.     | Grant Higa            | Stany Zjednoczone | 8                |
| 13.     | Maksim Gawrilenko     | Ukraina           | 6                |
| 14.     | Karl Fokam            | Kamerun           | 0 (kontuzjowany) |